# 植田和弘
植田 和弘（うえた かずひろ、1952年3月14日 - ）は、日本の経済学者。京都大学名誉教授。専門は環境経済学。学位は、工学博士（大阪大学・論文博士・1983年）、博士（経済学）（京都大学・論文博士・1997年）。学位論文はそれぞれ、「金属利用の社会的評価に基づくリサイクル計画に関する基礎的研究：鉛を中心にして」、「廃棄物制御の財政理論」。日本における環境経済学の草分け的存在。香川県生まれ。

## 略歴
- 1975年：京都大学工学部卒業
- 1983年：大阪大学大学院工学研究科環境工学専攻博士課程修了
- 1981年6月：京都大学経済研究所助手
- 1984年4月：京都大学経済学部助教授
- 1994年1月：京都大学経済学部教授
- 1997年：京都大学大学院経済学研究科教授
- 2002年：京都大学大学院地球環境学堂・地球環境学舎・三才学林教授（兼任）
- 2012年3月：再生可能エネルギー固定価格買取制度　調達価格等算定委員会　委員長就任
- 2013年8月：公益財団法人　自然エネルギー財団　理事就任
- 2017年：京都大学を定年退職、名誉教授

1995年の『環境経済・政策学会』設立に発起人として尽力し、社会経済システムとしての地球環境問題研究の中心的学会に育てた。2005年から2010年に同学会の会長を務める。第一線の研究者・教育者であると同時に、「オーガナイザー」として京都大学を日本における「地球環境問題研究」の拠点に育てた中心的人物。

## 著書

### 単著
- 『廃棄物とリサイクルの経済学――大量廃棄社会は変えられるか』（有斐閣, 1992年）
- 『リサイクル社会への途』（自治体研究社, 1994年）
- 『環境経済学』（岩波書店, 1996年）
- 『環境経済学への招待』（丸善, 1998年）
- 『環境と経済を考える』（岩波書店, 1998年）
- 『緑のエネルギー原論』（岩波書店, 2013年）

### 共著
- （落合仁司・北畠佳房・寺西俊一）『環境経済学』（有斐閣, 1991年）
- （石川雅紀・奥田栄・出口弘・浜本光紹・藤崎成昭・細田衛士）『新しい産業技術と社会システム』（日科技連出版社, 1996年）
- （武内和彦・住明正）『環境学入門(1)環境学序説』（岩波書店, 2002年）
- （鈴木基之）『環境と社会』（放送大学教育振興会, 2009年）
- （柳哲雄）『東アジアの越境環境問題：環境共同体の形成をめざして』（九州大学出版会, 2010年）
- （大塚直）『新訂環境と社会』（放送大学教育振興会, 2013年）

### 編著
- CDM and sustainable development in China : Japanese perspectives, (Kyoto University Press , Hong Kong University Press, 2012)
- 『大震災に学ぶ社会科学第5巻：被害・費用の包括的把握』（東洋経済新報社, 2016年）

### 共編著
- （宮本憲一）『東アジアの土地問題と土地税制――台湾・韓国・日本』（勁草書房, 1990年）
- （池上惇・重森曉）『地方財政論』（有斐閣, 1990年）
- （宮本憲一）『日本の土地問題と土地税制』（勁草書房, 1994年）
- （大須賀弘・加納謙一）『包装環境便覧』（サイエンスフォーラム, 1994年）
- Global Environmental Security: from Protection to Prevention, co-edited with Y. Suzuki and S. Mori, (Springer, 1996).
- （岡敏弘・新澤秀則）『環境政策の経済学――理論と現実』（日本評論社, 1997年）
- （重森暁・鶴田廣巳）『Basic現代財政学』（有斐閣, 1998年）
- （竹市明弘・片山幸士）『人間環境の創造――持続可能な文明のために』（勁草書房, 1999年）
- （総合研究開発機構）『循環型社会の先進空間――新しい日本を示唆する中山間地域』（農山漁村文化協会, 2000年）
- （淡路剛久・長谷川公一）『環境政策研究のフロンティア――学際的交流と展望』（東洋経済新報社, 2001年）
- （佐和隆光）『岩波講座環境経済・政策学(1)環境の経済理論』（岩波書店, 2002年）
- （森田恒幸）『岩波講座環境経済・政策学(3)環境政策の基礎』（岩波書店, 2003年）
- （森田朗・大西隆・神野直彦・苅谷剛彦・大沢真理）『新しい自治体の設計（全6巻）』（有斐閣, 2003年）
- （川崎健次・中口毅博）『環境マネジメントとまちづくり――参加とコミュニティガバナンス』（学芸出版社, 2004年）
- （淡路剛久・川本隆史・長谷川公一）『リーディングス環境（全5巻）』（有斐閣, 2005年-2006年）
- （森晶寿・山本裕美）『中国の環境政策：現状分析・定量評価・環境円借款』（京都大学学術出版会, 2008年）
- （ベンチマーク分析研究会著、山川肇編）『ベンチマーキングで変える！自治体のごみ管理』（中央経済社, 2009年）
- （森晶寿）『温室効果ガス25%削減：日本の課題と戦略』（昭和堂, 2010年）
- （新岡智）『国際財政論』（有斐閣, 2010年）
- （山川肇）『拡大生産者責任の環境経済学：循環型社会形成にむけて』（昭和堂, 2010年）
- （國部克彦・岩田裕樹・大西靖）『環境経営イノベーションの理論と実践』（中央経済社, 2010年）
- （梶山恵司）『国民のためのエネルギー原論』（日本経済新聞出版社, 2011年）
- （楠部孝誠・新山陽子・高月紘）『有機物循環論』（昭和堂, 2012年）
- （重森曉）『Basic地方財政論』（有斐閣, 2013年）
- （諸富徹）『テキストブック現代財政学』（有斐閣, 2016年）
- （山家公雄）『再生可能エネルギー政策の国際比較：日本の変革のために』（京都大学学術出版会, 2017年）
- （島本実）『グリーン・イノベーション』（中央経済社, 2017年）

### 監修
- 『地球環境キーワード：環境経済学で読み解く』（有斐閣, 1994年）
- （大島堅一・高橋洋編）『地域分散型エネルギーシステム』（日本評論社, 2016年）

### 訳書
- パーサ・ダスグプタ『経済学』（山口臨太郎・中村裕子との共訳, 岩波書店, 2008年）
- デビット・シンプソン, マイケル・トーマン, ロバート・エイヤーズ編『資源環境経済学のフロンティア：新しい希少性と経済成長』（監訳, 日本評論社, 2009年）
- 国連大学地球環境変化の人間・社会的側面に関する国際研究計画, 国連環境計画編『国連大学包括的「富」報告書：自然資本・人工資本・人的資本の国際比較』 （武内和彦監修, 山口臨太郎との共訳, 明石書店, 2014年）